# Siegfried Fall
Siegfried Fall (* 30. November 1877 in Olmütz, Österreich-Ungarn; † 10. April 1943 im KZ Theresienstadt) war ein österreichischer Komponist, Arrangeur, Pianist und Korrepetitor.

## Leben
Siegfried Fall stammte aus einer Musikerfamilie: sein Vater Moritz und seine beiden Brüder Leo und Richard waren Operettenkomponisten. Nach seiner Ausbildung – u. a. an der Berliner Hochschule für Musik bei Heinrich von Herzogenberg und Max Bruch – komponierte er als freischaffender Komponist Opern, Sinfonien, Kammermusik und Lieder. 1899 wurde sein Klaviertrio op. 4 mit dem Mendelssohn-Preis für Komposition ausgezeichnet.
Am 23. Januar 1943 wurde Fall nach Theresienstadt deportiert, wo er wenig später zu Tode kam. Anderen Angaben zufolge ging er wie sein Bruder Richard ins französische Exil, wurde beim Versuch der Flucht in die Schweiz verhaftet, in das KZ Auschwitz verschleppt und dort ermordet.